# Aleksandrów Kujawski (comune rurale)
Aleksandrów Kujawski è un comune rurale polacco del distretto di Aleksandrów Kujawski, nel voivodato della Cuiavia-Pomerania.
Ricopre una superficie di 131,64 km² e nel 2004 contava 10 685 abitanti.
Il capoluogo è Aleksandrów Kujawski, che non fa parte del territorio ma costituisce un comune a sé.

## Villaggi
L'area del comune di Aleksandrów Kujawski è divisa in 28 consigli di villaggio, che includono le seguenti località:
1. Białe Błota - Białe Błota, Otłoczynek
2. Chrusty - Chrusty, Stare Rożno
3. Goszczewo - Goszczewo
4. Grabie - Grabie
5. Łazieniec - Łazieniec
6. Nowy Ciechocinek - Nowy Ciechocinek, Kuczek, Wygoda
7. Odolion - Odolion
8. Opoczki - Opoczki
9. Opoki - Opoki
10. Ostrowąs - Ostrowąs
11. Ośno - Ośno
12. Ośno Drugie - Ośno Drugie
13. Otłoczyn - Otłoczyn
14. Plebanka - Plebanka
15. Poczałkowo - Poczałkowo, Pinino, Poczałkowo-Kolonia
16. Podgaj - Podgaj
17. Przybranowo - Przybranowo
18. Przybranówek - Przybranówek
19. Rożno-Parcele - Rożno-Parcele
20. Rudunki - Rudunki, Nowa Wieś, Stara Wieś
21. Służewo - Służewo
22. Słońsk Dolny - Słońsk Dolny
23. Stawki - Stawki], Konradowo, Zgoda]
24. Słomkowo - Słomkowo
25. Wilkostowo - Wilkostowo
26. Wołuszewo - Wołuszewo
27. Wólka - Wólka
28. Zduny - Zduny